# Embajada de España en Mauritania
La Embajada de España en Mauritania es la máxima representación legal del Reino de España en la República Islámica de Mauritania. 

## Embajador
La actual embajadora es Miriam Álvarez de la Rosa Rodríguez, quien fue nombrado por el gobierno de Pedro Sánchez el 6 de julio de 2021.

## Misión diplomática
El Reino de España concentra su representación en el país en la embajada en la capital del país, Nuakchot y creada en 1962. Además, España cuenta con un Consulado-General en Nuadibú.

## Historia
España estableció relaciones diplomáticas con Mauritania en 1960 cuando el gobierno español envió un enviado para las ceremonias de independencia.
Las relaciones entre ambos países se tensaron como consecuencia de la existencia de la colonia española del Sahara español. La reivindicación mauritana sobre el Sáhara Occidental planteada en la ONU en 1963 tuvo inicialmente el propósito más bien de bloquear la reivindicación marroquí sobre el territorio, recelando la diplomacia mauritana de la posibilidad de una entente hispanomarroquí. La posición de Mauritania con relación al Sáhara se endureció a partir de la década de 1970, exigiendo un referéndum de autodeterminación y llegando incluso en 1972 a alcanzar una reconciliación con Marruecos. En el Acuerdo Tripartito de Madrid de 1975, España cedió la administración del territorio a Marruecos y Mauritania. En 1979 Mauritania y el Frente Polisario, movimiento de liberación nacional del Sáhara Occidental, firmaron la paz y Mauritania se retiró de su parte del Sáhara.

## Demarcación
Actualmente la embajada española en Mauritania carece de demarcación pero años atrás contó con un país en su demarcación:
- República de Malí: España estableció relaciones diplomáticas y creó la embajada española no residente en Bamako, capital de Malí, en 1964, cuatro años después de la independencia del país africano. Los asuntos diplomáticos de Malí dependieron la demarcación de Mauritania hasta 1969 cuando, un año después, fueron adscritos a la Embajada española en Dakar (Senegal). En 1994 Malí volvió a depender de la embajada española en Mauritania hasta 2006 cuando se creó la Embajada residente en el país africano.